# Graafschap Toulouse
Het graafschap Toulouse was een van de grote graafschappen van middeleeuws Frankrijk, een van de zes wereldlijke pairies van Frankrijk, naast de hertogen van Normandië, Bourgondië en Aquitanië en de graven van Champagne en Vlaanderen. 
Toulouse was de hoofdstad van een Wisigotisch rijk en bleef ook nadien de grote metropool in het zuiden van het Frankische Rijk. Ook de Merovingers plaatsten een graaf in Toulouse om in hun naam het gebied van heel Aquitanië, een groot deel van de Languedoc en zelfs gebieden aan de overzijde van de Rhône te controleren. Met kent de namen van Launbod van Toulouse, en later Diederik van Toulouse (overleden in 587).
Pepijn de Korte veroverde Toulouse in 767.  Karel de Grote stelde Chorso in 778 aan als graaf, die werd in 788 gevangengenomen door de Basken, daarna  vertrouwde hij de verdediging van het gebied toe aan zijn neef Willem met de Hoorn, maar die werd verslagen door de Moren en trok zich terug. Hij werd opgevolgd door Bego en later door Bernhard van Septimanië.
Het erfelijke graafschap begint in 844 met Fredelo, zoon van Fulgaud, graaf van Rouergue en van Senegonde, en zo vermoedelijk een achterkleinzoon van Willem met de Hoorn. Daarna volgde zijn broer Raymond I hem op, de stamvader van de Raimondins.
Simon IV van Montfort leidde de Albigenzische Kruistochten (1209-1229) en werd tijdens het Vierde Lateraans Concilie (1215) uitgeroepen tot graaf van Toulouse.
Na de dood van Johanna van Toulouse in 1271 gingen haar gebieden naar de Franse kroon.

## Graven van Toulouse
- Fredelo (844-852)
- Raymond I van Toulouse (852-863)
- Humfried van Barcelona (863-865)
- Bernard van Toulouse (865-874)
- Bernard Plantevelue (874-886)
- Odo van Toulouse (886-918)
- Raymond II van Toulouse (918-924)
- Raymond III van Toulouse (924-942)
- Raymond (IV) van Toulouse (942-961)
- Raymond (V) van Toulouse (961-978)
- Willem III van Toulouse (987-1037)
- Pons van Toulouse (1037-1061)
- Willem IV van Toulouse (1061-1094)
- Raymond IV van Toulouse (1094-1105)
- Bertrand van Toulouse (1105-1108)
- Alfons Jordaan van Toulouse (1108-1148)
- Raymond V van Toulouse (1148 tot 1194)
- Raymond VI van Toulouse (1194-1215)
- Simon IV van Montfort (1215-1218)
- Raymond VI van Toulouse (1218-1222) (opnieuw)
- Raymond VII van Toulouse (1222-1249)
- Johanna van Toulouse (1249-1271) (laatste gravin)